# ماك (مغن راب)
ماك (بالإنجليزية: Mac) هو رابر أمريكي، ولد في 30 يوليو 1977 في نيو أورلينز في الولايات المتحدة.

## وصلات خارجية
- ماك على موقع ميوزك برينز (الإنجليزية)
- ماك على موقع أول ميوزيك (الإنجليزية)
- ماك على موقع ديسكوغز (الإنجليزية)